# Stari grad Vrana
Stari grad Vrana (mjesno i Gradina) lokalitet je u mjestu Vrana, u blizini obale Vranskog jezera i na granici istoimenog Parka prirode. Srednjovjekovna utvrda imala je sakralnu, vojnu i civilnu namjenu. Grad Vrana je izuzetno važan za hrvatsku povijest srednjeg vijeka kao sjedište velike crkvene i svjetovne moći od 11. do 14. stoljeća te mjesto na kojem se čuvala hrvatska kraljevska kruna te ostale dragocjenosti. Gradom su tijekom povijesti upravljali benediktinci, templari te vitezovi ivanovci, Mlečani i na kraju Osmanlije te je bio poprište mnogih sukoba i bitaka. Nakon rušenja tijekom Kandijskog rata u 17. stoljeću nije vraćen u funkciju. Nalazi se svega nekoliko metara od Maškovića Hana.

## Povijest

### Srednji vijek
Grad Vrana (lat. Castrum Aureanae) spominje se već u 9. stoljeću. Prilikom krunidbe u Solinu 1076., u krunidbenoj zavjernici - prisezi, kralj Zvonimir papi daruje samostan sv. Grgura u Vrani, u kojem se, između ostalog, nalaze i "dvije zlatne krune dragim kamenjem ukrašene". Zvonimir daruje benediktinski samostan Svetoj Stolici s čitavim vranskim posjedom kako bi papinski legati (izaslanici) imali osigurani dugotrajni boravak u hrvatskim zemljama. Samostan ovim činom postaje dio Petrova naslijeđa (lat. Patrimonium Petri) i uživa papinsku sloboštinu (lat. pontifitiam libertatem). Vrana je bila prvo stalno diplomatsko sjedište papinskih legata na cijelom slavenskom području.
Prema narodnoj predaji, benediktince je pomorila kuga. Templari koji dobivaju Vranu od pape 1136. godine nastavljaju uživati papinske povlastice i ne podliježu nadležnosti lokalnih biskupa ni velikaša. U vrijeme uprave templara Vrana je utvrđena jakim zidinama (tri prstena zidina i predtvrđava) s pokretnim mostom i obrambenim opkopom. Položaj Vrane odgovarao je templarima, koji su koristili obližnju uvalu Zablaće kao vransku luku za promet s južnom Italijom (Apulijom). Na Uskrs 1245. u Vrani boravi ugarsko-hrvatski kralj Bela IV. Unutar zidina Vrane čuva se dugo vremena znamenje hrvatskog kraljevstva, uključujući i krunu, zbog čega i kralj Koloman 1102. godine dolazi na krunidbu upravo u Biograd kao najbližu kraljevsku rezidenciju. 
1312. red ivanovaca (hospitalci) preuzimaju upravu nad Vranom od templara. Vranski samostan kao prvi i najugledniji među svima na području kraljevstva uživa pravo jurisdikcije na cijelom području hrvatsko-ugarskog kraljevstva. U 14. stoljeću sagrađena je gotička crkva sv. Katarine unutar grada. Vranski ivanovci sudjeluju u raznim sukobima: 1328. vranski grad bezuspješno napadaju Šubići, a prilikom mletačkih ratova 1345. Mlečani pale Vranu. Zabilježen je posjet gradu Vrani ugarsko-hrvatske kraljice Marije 4. studenog 1383. skupa s mlađom sestrom Hedvigom (kasnije poljskom kraljicom) i majkom i kraljicom hrvatsko-ugarskom Elizabetom Kotromanić. Posebnom papinskom uredbom ujedinjuje se titula hrvatskog bana i vranskog priora pa se na ovome mjestu u istoj osobi u doba glasovitoga Ivana Paližne koncentrira velika crkvena, politička i vojna moć, što se ubrzo očitovali tijekom dinastičkih borbi u Hrvatskoj i Ugarskoj. 1387 i 1388. Vranu od Paližne pokušavaju u više navrata osvojiti Žigmundovi saveznici. 22. studenog 1389. ispred zidina Vrane sukobljavaju se krčko-zadarska vojska predvođena Frankopanima (odana Žigmundu) s Paližninim vitezovima. U bitci je ranjen i Paližna te je izgubio 120 ljudi, no Vrana i nakon opsade ostaje neosvojena te se 10. prosinca vojska povlači u Zadar. Nakon Paližnine smrti Žigmund je uspio u Vranu smjestiti Emerika Bubeka, novoimenovanog hrvatskog bana. Sad se situacija okrenula: Vranu su 1402. opsjedali protivnici Žigmunda pod vodstvom povjerenika kralja Ladislava Napuljskog, Alojzija Aldemarisca (napuljskog vojvode), sa 700 Zadrana i Pažana. Pad grada Vrane 11. listopada 1402. odjeknuo je kao prekretnica u borbi za prijestolje zbog značaja grada.
1409. Ladislav Napuljski prodaje Dalmaciju Mlečanima, no taj sporni čin značio je oružane borbe za Vranu u rujnu 1411. između Mletačke Republike i hrvatskog bana Karla II. Kurjakovića. Pod mletačkom vlašću moć i utjecaj ivanovaca ubrzo slabe. Vrana postaje pogranična utvrda mletačkog posjeda i Ugarsko-Hrvatskoga Kraljevstva te se u okolici odvijaju brojni pogranični prijepori između Mlečana i knezova Krbavskih. Padom Bosne 1463. osmanske postrojbe počinju se zalijetati u Ravne kotare u pljačkaške pohode. Krađa stoke, paljenje sela i odvođenje ljudi u roblje po vranskom distriktu te gotovo stalni napadi na Vranu od 1499. materijalno su slomili mletačku upravu Vrane i uzrokovale slabljenje tvrđave: zbog turskog ometanja poljoprivrede te odvođenja stoke i ljudi naselje je donosilo svega 2200 lira prihoda godišnje, a samo plaće vojne posade iznosile su 2600 lira. Već 1500. Vrana je jako slabo utvrđena te razrušena, po izvještajima bez zidina. Mlečani nisu uspijevali osigurati dovoljno novca za popravke, utvrđivanje i dovođenje veće posade. 1524. Vrana je imala 561 stanovnika u gradu i podgrađu te posadu od 25 konjanika, kojima je ubrzo pridodano još 36 pješaka. 1532. tvrđavni pokretni most je pokvaren, a u tvrđavi se nalazi zastarjelo naoružanje.

### Osmanska vlast i rušenje
U proljeće 1538. 6.000 osmanskih pješaka i 2.000 konjanika krenulo je na Vranu. Zapovjednik posade Pietro Sorenco je pobjegao, a posada je ipak pružila otpor, koji je ubrzo slomljen 10. svibnja. Padom pod osmansku upravu nasljedna prava nad samostanom i njegovom imovinom pripala su zagrebačkom kaptolu. U osmansko doba grad je postao pogranična utvrda s posadom od stotinjak vojnika. Turci su bili svjesni strateške važnosti položaja Vrane, te su je intenzivno obnavljali i ojačavali pretvorivši je u moćnu utvrdu. Istovremeno su podno utvrđenog grada organizirali selo – varoš. Sredinom 17. stoljeća u Vrani je bilo oko 500 kuća, više džamija, mekteb – škola za muslimansku vjersku obuku, javna kupališta, vodovod i vodoskoci.
Mlečani su privremeno oslobodili Vranu tijekom Kandijskog rata u siječnju 1647. Iz predostrožnosti, temeljito su razrušili utvrdu topovima tijekom četiri dana kako ne bi mogla poslužiti neprijateljskoj strani. Time je znatno oslabljen obrambeni položaj Vrane, koju su mirovnim sporazumom Mlečani vratili Osmanlijama 1669. U listopadu 1683., prilikom izbijanja Morejskog rata, lokalno stanovništvo sâmō konačno oslobodilo Vranu te je potpala (zajedno s većinom Dalmacije) pod mletačku vlast. Otada utvrda više nema nikakvu vojnu važnost.
Putopisac Alberto Fortis u drugoj polovici 18. stoljeća posjećuje Vranu i bilježi:
 1752. tvrđavu, kao i čitavo vransko dobro, dobivaju plemići Borelli. 1868. austrijska vlast preuzima upravu nad dobrom, no tvrđava i Maškovićev Han (kao rezidencija) ostaju knezovima Borelli-Vranskim.

## Trenutno stanje lokaliteta
Lokalitet je sačuvan u oko 20% prvotnog izgleda. Nikada poslije 1683. tvrđava nije obnavljana ni za vojnu ni sakralnu funkciju te je ostavljena propadanju. Devastacija tvrđave nastavila se gotovo do današnjih dana jer je velika količina kamena poslužila kao gotovi izvor građevinskog materijala. Najbolje je očuvano južno i istočno pročelje obrambenih zidina s jednima od ulaznih vrata. Na temelju očuvanosti završnog vijenca južne fasade moguća je rekonstrukcija cijelog obrambenog zida. Očuvani su i dijelovi gotičke crkve sv. Katarine i glavne obrambene kule. Unutarnji raspored objekata teško je ubicirati bez opsežnih arheoloških istraživanja. Cijeli opkop širine tridesetak metara očuvan je u dobroj mjeri oko cijele tvrđave. Sa zapadne strane vidljivi su ostaci razasutih objekata tvrđavskog podgrađa.
2003. odrađena je preventivna konzervacija južnog dijela bedema s krovištom, kule i crkve sv. Katarine te čišćenje utvrde. Mjesni entuzijasti te branitelji povremeno vrše akcije čišćenja raslinja i korova među ostacima grada. Od 2008. u blizini grada održavaju se Dani vitezova vranskih, srednjovjekovni festival koji podsjeća na bogatu prošlost starog grada Vrana. Slijedom toga poraslo je i turističko zanimanje za grad. Nakon obnove obližnjeg Maškovića Hana sufinanciranog sredstvima iz fondova EU, načelnik Općine Pakoštane najavio je u kolovozu 2014. skori početak obnove i Starog grada Vrana.

## Vanjske poveznice
- fotogalerija
- Grobovi templara na obližnjem lokalitetu Crkvina  Arhivirana inačica izvorne stranice od 8. prosinca 2014. (Wayback Machine)
- Vrana, stari grad Hrvatska tehnička enciklopedija, portal hrvatske tehničke baštine. LZMK